# Mapplethorpe (Film)
Mapplethorpe ist ein US-amerikanisches biografisches Filmdrama der Regisseurin Ondi Timoner über das Leben des berühmten Fotografen Robert Mapplethorpe.

## Handlung
Die Handlung setzt im Sommer 1967 ein, als der 20-jährige Robert Mapplethorpe sein Kunststudium am Pratt Institute beendet, einer privaten Universität in Brooklyn. Bei einem Spaziergang im Central Park lernt er die damals noch unbekannte Musikerin und Poetin Patti Smith kennen. Sie zieht zu ihm und ermutigt ihn zu einer Karriere als Fotograf. Später wohnen beide vorübergehend im Chelsea Hotel. 1972 trennt sie sich von ihm.
Weitere Schwerpunkte des Films sind Mapplethorpes Beziehungen zu seinen Eltern, zu verschiedenen Galeristen sowie zu seinen männlichen Partnern, darunter der Sammler Sam Wagstaff, der Schriftsteller Jack Fritscher und zahlreiche Modelle. Der Film folgt seiner Karriere bis zu seinem frühen Tod 1989.

## Rezeption
Die Kritiken waren gemischt, summarisch wurde festgestellt: „A stunningly drab take on the life and legacy of a photographer who merged pornography with grace, “Mapplethorpe” doesn’t have an artistic signature of its own, so much as a name it doesn’t live up to.“ („Mapplethorpe“ ist ein verblüffend düsterer Blick auf das Leben und das Vermächtnis eines Fotografen, der Pornografie mit Anmut verschmolz, hat aber weder eine eigene künstlerische Handschrift noch wird es dem Namen gerecht).

## Auszeichnungen
Der Film erhielt zahlreiche Auszeichnungen, darunter beim Tribeca Film Festival und beim Sidewalk Film Festival.